# فرودگاه شهری کلیتن آلاباما
فرودگاه شهری کلیتن آلاباما (به انگلیسی: Clayton Municipal Airport (Alabama)) یک فرودگاه همگانی بهره‌برداری هوایی است که یک باند فرود آسفالت دارد و طول باند آن ۱۵۲۷ متر است. این فرودگاه در شهر کلیتون، آلاباما کشور ایالات متحده آمریکا قرار دارد و در ارتفاع ۱۳۳ متری از سطح دریا واقع شده‌است.